# Font (les Borges Blanques)
La Font de les Borges Blanques (Garrigues) és una font inclosa a l'Inventari del Patrimoni Arquitectònic de Catalunya.

## Descripció
Es tracta d'una font situada a la part baixa del passeig del Terrall, adossada al mur de contenció entre unes escales d'accés al quiosc. Avui aquest abeurador o font està en desús. És de clar gust classicista, constituït per un frontó de motllures severes, al centre del timpà hi té un relleu de l'escut de la població en molt mal estat. El frontó està sostingut per dues pilastres, la funció de les quals és tan sols ornamental. D'estil neoclàssic, culmina en un frontó.

## Història
Era l'abeurador municipal i s'omplia amb aigua de la bassa del Terrall. Les piques, avui inexistents, hi van romandre fins fa pocs anys.
A causa d'unes obres recents a la plaça del Terrall, s'han col·locat unes pilastres que sostenen un edifici molt a prop de la font, cosa que distorsiona la perspectiva de l'espectador i ha malmès el conjunt.